# Jango
Jango er en gratis online musikstreamingtjeneste, der er tilgængelig over hele verden. Den er reklamedrevet og blev startet af Daniel Kaufman og Chris Dowhan i 2007.
Tjenesten tilbyder spillelister til brugerne baseret på deres aktivitet.,
I 2009-2010 havde Jango kun omkring 200.000 sange fra omkring 15.000 kunstnere. Siden er udvalget dog vokset betydeligt, og i 2014 var udvalget omkring 15 gange større og toppede med omkring 30 mio. sange. I februar 2016 havde tjenesten omkring 8 mio. aktive brugere.